# Hollywood Music in Media Awards
Hollywood Music in Media Awards (с англ. — «Голливудские награды за музыку в средствах информации») — награды, присуждаемые ежегодно с 2008 года за музыкальную составляющую произведений визуального искусства (включая кинематограф, телевидение, трейлеры, видеоигры и рекламу). Список кандидатов составляется консультативной комиссией и комитетом по отбору, в которые входят журналисты, музыкальные администраторы, композиторы и поэты-песенники. Победитель в каждой номинации определяется членами Общества композиторов и авторов песен, Американской телевизионной академии, Национальной академии искусства и науки звукозаписи, музыкальной секции Академии кинематографических искусств и наук, представителями организаций по защите авторских прав, а также избранными музыкальными журналистами и менеджерами.
Церемония награждения проходит в конце года в Голливуде. Уже на первой церемонии, состоявшейся в 2008 году, присутствовали свыше 1700 исполнителей, деятелей медиаиндустрии и меломанов. Вторая церемония транслировалась по цифровому и кабельному телевидению в 17 стран, помимо США. Помимо церемонии награждения, проводится интерактивный симпозиум по музыке в средствах информации, а также серия конференций «The Real Deal».

## Лауреаты
- Оригинальная музыка — полнометражный фильм — Николас Брителл («Не смотрите наверх»)
- Оригинальная музыка — анимационный фильм — Майкл Дэнна, Джефф Дэнна («Семейка Аддамс: Горящий тур»)
- Оригинальная музыка — фильм в жанре научной фантастики/фэнтези — Ханс Циммер («Дюна»)
- Оригинальная музыка — фильм в жанре хоррор — Марко Белтрами («Тихое место 2»)
- Оригинальная музыка — документальный фильм — Рэйчел Портман («Джулия»)
- Оригинальная музыка — независимый фильм — Брайс Деснер, Аарон Деснер («Слушай, просто слушай»)
- Оригинальная музыка — независимый фильм на иностранном языке — Альберто Иглесиас («Параллельные матери»)
- Оригинальная песня — полнометражный фильм — Билли Айлиш, Финнеас О'Коннелл/«No Time to Die» («Не время умирать»)
- Оригинальная песня — анимационный фильм — Карл Юхан Шустер, Саван Котеча, Оскар Горрес, Адам Левин/«Good Mood» («Щенячий патруль»)
- Оригинальная песня — документальный фильм — Руфус Уэйнрайт/«Secret Sister» («Rebel Hearts»)
- Оригинальная песня — независимый фильм — Ник Бакстер, Сиан Хедер, Мариус де Врис, Мэтт Дахан/«Beyond the Shore» («CODA: Ребёнок глухих родителей»)
- Песня — экранное исполнение — Эмилия Джонс/«Both Sides Now» («CODA: Ребёнок глухих родителей», автор — Джони Митчелл)
- Музыкальный документальный фильм/специальная программа — «The Sparks Brothers»
- Музыкальный фильм/биографический фильм/мюзикл — «Респект»
- Музыкальный супервизор — фильм — Трейси Макнайт («День флага»)
- Музыкальный супервизор — телепередача/мини-сериал — Тони фон Певьё, Криста Миллер («Тед Лассо»)
- Музыкальный супервизор — видеоигра — Стив Шнур, Цибель Петтус, Бен Вердегар, Рафаэлла Лима («FIFA 22»)
- Заглавная тема — телепередача/мини-сериал — Роан Хилтон, Джейкоб Йоффи, Скотти Грейнджер («Чудесные годы»)
- Оригинальная музыка — телепередача/мини-сериал — Чон Джэ-иль («Игра в кальмара»)
- Заглавная тема — телепередача на иностранном языке — Дэвид Мурильо («Кто убил Сару?»)
- Оригинальная музыка — документальный сериал — Томас Кэффи («Обратный отсчет: Полет Inspiration4 в космос»)
- Оригинальная песня — телепередача/мини-сериал — H.E.R., Макс Мур, Дэвид Харрис, Рональд Колсон, Джефф Гительман/«Change» («Мы — народ»)
- Оригинальная песня — документальный сериал — Дэниел Фаррис, Д. Смоук, Джамил Пьерр, Михала Джене, Кевин Райтер/«We Are The Promise» («Amend: The Fight for America»)
- Оригинальная музыка — видеоигра — Марк Мазерсбо, Ватару Хокояма («Ratchet & Clank: Rift Apart»)
- Оригинальная песня — видеоигра — Riot Music Team, Алекс Сивер/«Burn It All Down» («League of Legends»)
- Оригинальная песня/музыка — мобильная видеоигра — Ян Ли («Arena of Valor 4.0»)
- Оригинальная песня — короткометражный фильм — Тон, Эшли Джонс, Мэттью Ван/«Headnoise» («Headnoise»)
- Оригинальная музыка — короткометражный фильм (анимационный) — Джой Нгиав («Blush»)
- Оригинальная музыка — короткометражный фильм (игровой) — Димитрис Додорас («Феллини вперёд»)
- Оригинальная музыка — короткометражный фильм (документальный) — Джексон Гринберг («Audible»)
- Альбом-саундтрек — «Прошлой ночью в Сохо»
- Оригинальная песня/музыка — рекламная кампания — Аллен Туссен/«Everything I Do Gohn Be Funky (From Now On)» (кампания New Orleans Jazz & Heritage Foundation)
- Оригинальный концерт — визуальные медиа — «Bo Burnham: Inside»
- Оригинальная песня/музыка — трейлер — Густаво Сантаолалья, Пол Уильямс/«Maya and the Three Trailer» (исполнитель — Кали Учис)
- Образовательные/развлекательные выставки или аттракционы тематических парков — Дэн Радлауэр, Алан Этт, Скотт Лиггетт («Signs of Life», выставка Гриффитская обсерватория)
- Независимый видеоклип — Abstract Mindstate/«A Wise Tale»

С сайта наград
- Оригинальная музыка — полнометражный фильм — Джеймс Ньютон Ховард («Новости со всего света»)
- Оригинальная музыка — фильм в жанре научной фантастики/фэнтези — Людвиг Йоранссон («Довод»)
- Оригинальная музыка — фильм в жанре хоррор — Бенджамин Уоллфиш («Человек-невидимка»)
- Оригинальная музыка — анимационный фильм — Трент Резнор, Аттикус Росс, Джон Батист («Душа»)
- Оригинальная музыка — независимый фильм — Эмиль Моссери («Минари»)
- Оригинальная музыка — документальный фильм — Стивен Прайс («Дэвид Аттенборо: Жизнь на нашей планете»)
- Оригинальная песня — полнометражный фильм — Дайан Уоррен, Лаура Паузини, Никколо Аглиарди/«Io Si (Seen)» («Вся жизнь впереди»)
- Оригинальная песня — документальный фильм — Джон Ледженд, Насри Атве, Бенджамин Хадсон МакИлдоуи, Грег Уэллс/«Never Break» («Giving Voice»)
- Оригинальная песня — анимационный фильм — Макс Мартин, Джастин Тимберлейк, Людвиг Йоранссон, Сара Ааронс/«Just Sing» («Тролли. Мировой тур»)
- Музыкальный документальный фильм/программа — «Би Джиз: Как починить разбитое сердце»
- Оригинальная музыка — телепередача/мини-сериал — Карлос Рафаэль Ривера («Ход королевы»)
- Оригинальная песня — телепередача/мини-сериал — Тимоти Ли Маккензи/«All For Us» («Эйфория»)
- Заглавная тема — телепередача/мини-сериал — Натан Барр («Голливуд»)
- Оригинальная музыка — телевизионный фильм/стриминговая передача — Ронит Киршман («Злое око»)
- Оригинальная музыка — документальный сериал — Три Адамс («Белуши»)
- Оригинальная музыка — независимый фильм на иностранном языке — Лолита Ритманис («Ледяная буря»)
- Музыкальный супервизор — фильм — Бонни Гринберг («Вся жизнь впереди»)
- Музыкальный супервизор — телепередача — Анджела Викара («Эдди»)
- Музыкальный супервизор — видеоигра — Square Enix Sound Division («Final Fantasy VII Remake»)
- Альбом-саундтрек — «Девушка, подающая надежды» (Capitol Records)
- Оригинальная песня — независимый фильм — Род Лури, Ларри Групе, Рита Уилсон/«Everybody Cries» («Аванпост»)
- Оригинальная музыка — короткометражный фильм (игровой) — Крис Томас («Imagine Symphony Live»)
- Оригинальная музыка — короткометражный фильм (анимационный) — Кори Уоллес («Mime Your Manners»)
- Оригинальная песня — короткометражный фильм — Джон Алтам, Пиа Тоскана, Мэттью Постлетуэйт/«Brave» («Великий художник»)
- Оригинальная музыка — видеоигра — Джон Пайсано («Человек-паук: Майлз Моралес»)
- Оригинальная песня — видеоигра — Riot Music Team, Bekuh BOOM/«The Baddest» («League of Legends»)
- Оригинальная песня/музыка — мобильная видеоигра — Уилберт Роже II, Гийом Руссель и другие («Call of Duty: Mobile»)
- Оригинальная песня/музыка — трейлер — Стефани Кури (трейлер «Дюна»); музыка: Ханс Циммер; композиция «Eclipse» (автор — Роджер Уотерс)
- Заглавная тема — телепередача на иностранном языке — Амир Хедая («Доффаат Бейрут»)
- Оригинальная песня/музыка — рекламная кампания — Райнер Питш, Аманда Лир/«Enigma (Give a Bit of Mmh to Me)» (реклама Kinder Bueno)
- Оригинальный концерт — визуальные медиа — «Шон Мендес: Live in Concert» (Netflix)
- Независимый видеоклип — The National Parks/«Wildflower»
- Специальная награда — «The Soundtrack of Our Lives» (стриминг для MusiCares)

С сайта наград
- Оригинальная музыка — полнометражный фильм — Хильдур Гуднадоуттир («Джокер»); Марко Белтрами, Бак Сандерс («Ford против Ferrari»)
- Оригинальная музыка — фильм в жанре научной фантастики/фэнтези — Алан Сильвестри («Мстители: Финал»)
- Оригинальная музыка — фильм в жанре хоррор — Марк Эйбелс («Мы»)
- Оригинальная музыка — анимационный фильм — Джон Пауэлл («Как приручить дракона 3»)
- Оригинальная музыка — документальный фильм — Джефф Бил («Самая большая маленькая ферма»)
- Оригинальная музыка — независимый фильм — Дара Тейлор («Колуэлл»)
- Оригинальная музыка — телепередача/мини-сериал — Крис Боуэрс («Когда они нас увидят»)
- Оригинальная музыка — видеоигра — Сара Шахнер («Call of Duty: Modern Warfare»)
- Оригинальная песня — полнометражный фильм — Синтия Эриво, Джошуа Брайан Кэмпбелл/«Stand Up» («Гарриет»)
- Оригинальная песня — анимационный фильм — Биби Рекса и другие/«Beautiful Life» («Эверест»
- Оригинальная песня — документальный фильм — The Avett Brothers/«Sun, Flood, or Drought» («Самая большая маленькая ферма»)
- Оригинальная песня — независимый фильм — Лайонел Коэн/«She’s Setting Fire to the Floor» («Город банд»)
- Оригинальная песня — видеоигра — Коди Мэтью Джонсон, Джефф Рона/«Saudade» («Resident Evil 2»)
- Песня/музыка — трейлер — Марк Ханна («Рома»)
- Песня/музыка — коммерческая реклама — Джереми Реннер, Эрик Зейн (Jeep Grand Cherokee)
- Музыкальный документальный фильм/программа — «Эхо в каньоне»
- Оригинальная песня — телепередача/мини-сериал — Phonte и другие/«Time Loop» («Шоу Шермана»)
- Независимый видеоклип — молодёжный хор Ндлову и Вутер Келлерман
- Альбом-саундтрек — «Red Dead Redemption 2»

Приводится по материалу газеты Hollywood Reporter
- Оригинальная музыка — полнометражный фильм — Макс Рихтер («Две королевы»)
- Оригинальная музыка — фильм в жанре научной фантастики/фэнтези/хоррор — Людвиг Йоранссон («Чёрная пантера»)
- Оригинальная музыка — анимационный фильм — Александр Деспла («Остров собак»)
- Оригинальная музыка — документальный фильм — Сирилл Офор («Марш пингвинов 2»)
- Оригинальная музыка — независимый фильм — Томас Адес («Колетт»)
- Оригинальная музыка — короткометражный фильм — Нами Мелумад («Переход»)
- Оригинальная музыка — телепередача/мини-сериал — Николас Брителл («Наследники»)
- Оригинальная музыка — видеоигра — Джефф Бродбент, Тина Гуо (Extinction)
- Оригинальная песня — полнометражный фильм — Леди Гага, Эндрю Уайетт, Энтони Россомандо, Марк Ронсон/«Shallow» («Звезда родилась»)
- Оригинальная песня — фильм в жанре научной фантастики/фэнтези/хоррор — Кендрик Ламар, Top Dawg, SZA, Sounwave, Al Shux/«All the Stars» («Чёрная пантера»)
- Оригинальная песня — анимационный фильм — Элтон Джон, Берни Топин/«Stronger Than I Ever Was» («Шерлок Гномс»)
- Оригинальная песня — документальный фильм — Дайан Уоррен/«I’ll Fight» («РБГ»)
- Оригинальная песня — независимый фильм — Энни Леннокс/«Requiem For a Private War» («Частная война»)
- Оригинальная песня — телепередача/мини-сериал — Карли Паради/«The Innocents» («Невинные»)
- Оригинальная песня — видеоигра — Остин Уинтори/«Only We Few Remember it Now» (The Banner Saga 3)
- Песня/музыка — трейлер — Павел Горняк (CrossFire 2)
- Песня/музыка — коммерческая реклама — Джульет Робертс (Финал НБА 2018)
- Музыкальный документальный фильм/программа — «Куинси»
- Независимый видеоклип — Алекс Бойе/«Bend Not Break»
- Альбом-саундтрек — «Чёрная пантера»

Приводится по материалу газеты Hollywood Reporter
- Оригинальная музыка — полнометражный фильм — Oneohtrix Point Never («Хорошее время»)
- Оригинальная музыка — фильм в жанре научной фантастики/фэнтези — Александр Деспла («Форма воды»)
- Оригинальная музыка — анимационный фильм — Майкл Джаккино («Тайна Коко»)
- Оригинальная музыка — документальный фильм — Филип Гласс («Джейн»)
- Оригинальная музыка — независимый фильм — Кори Аллен Джексон («Чак[англ.]»)
- Оригинальная музыка — короткометражный фильм — Дэвид Лонгория («Стать мужчиной»)
- Оригинальная музыка — телепередача/мини-сериал — Лора Карпман и Рафаэл Садик («Подполье[англ.]»)
- Оригинальная музыка — видеоигра — Остин Уинтори[англ.] (Deformers)
- Песня/Музыка — мобильная видеоигра — Джонатан Гир (The Franz Kafka Videogame)
- Оригинальная песня — полнометражный фильм — Дайан Уоррен и Лонни Р. Линн/«Stand Up for Something» («Маршалл»)
- Оригинальная песня — анимационный фильм — Деми Ловато, Илья Салманзаде[англ.], Макс Мартин и Саван Котеча[англ.]/«Confident» («Балерина»)
- Оригинальная песня — фильм в жанре научной фантастики/фэнтези/хоррор — Алан Менкен и Тим Райс/«How Does a Moment Last Forever» («Красавица и чудовище»)
- Оригинальная песня — документальный фильм — Рафаэл Садик, Тора Стинсон и Лора Карпман/«Jump» («Шаг»)
- Оригинальная песня — независимый фильм — Эми Ли и Майкл Вандмахер/«Speak To Me» («Голос из камня»)
- Оригинальная песня — телепередача/мини-сериал — Эллиотт Уилер, Баз Лурман, Гомер Стейнвейс и Донна Миссал/«Power» («Отжиг»)
- Оригинальная песня — видеоигра — Томас Пэриш/«Ocean over the Time» (Moonlight Blade OL)
- Песня/музыка — трейлер — Олекса Лозовчук (Dead Rising 4)
- Музыкальный документальный фильм/программа — «Клайв Дэвис: Саундтрек наших жизней»
- Независимый видеоклип — Алекса Фридман/«Enraptured»
- Альбом-саундтрек — «Малыш на драйве»
- Награда за выдающиеся достижения в карьере — Дайан Уоррен

С сайта наград
- Оригинальная музыка — полнометражный фильм — Николас Брителл («Лунный свет»)
- Оригинальная музыка — фильм в жанре научной фантастики/фэнтези — Джон Дебни («Книга джунглей»)
- Оригинальная музыка — анимационный фильм — Александр Деспла («Тайная жизнь домашних животных»)
- Оригинальная музыка — документальный фильм — Марк Адлер («Управление и контроль»)
- Оригинальная музыка — независимый фильм — Скотт Глазго («Проклятие Спящей красавицы»)
- Оригинальная музыка — короткометражный фильм — Мариано Саулино («Беседа»)
- Оригинальная музыка — телепередача/мини-сериал — Алекс Хеффес[англ.] («Корни»)
- Оригинальная музыка — видеоигра — Дерек Дьюк, Нил Акри[англ.], Сэм Кардон и Крис Веласко (Overwatch)
  - Песня/музыка — игры для мобильных устройств — Йеспер Кюд, Лорн Балф, Брайан Тайлер и Джефф Бродбент (Assassin's Creed Identity)
- Песня — полнометражный фильм — Джастин Гурвиц, Бендж Пейсек и Джастин Пол/«City of Stars» («Ла-Ла Ленд»)
- Песня — анимационный фильм — Джастин Тимберлейк, Макс Мартин и Shellback/«Can’t Stop the Feeling!» («Тролли»)
- Песня — фильм в жанре научной фантастики/фэнтези — Пинк, Макс Мартин, Shellback и Оскар Холтер/«Just Like Fire» («Алиса в Зазеркалье»)
- Песня — документальный фильм — Трент Резнор и Аттикус Росс/«A Minute to Breathe» («До потопа»)
- Песня/музыка — коммерческая реклама — Адриан Л. Эрнандес («Б-52: Три поколения»)
- Песня/музыка — трейлер — Лайал Вафте («Трущобы Индии»)
- Независимый видеоклип — Джон Маллейн/«Born Beautiful»
- Альбом-саундтрек — «Отряд самоубийц»

С сайта наград
- Оригинальная музыка — полнометражный фильм — Дэн Ромер («Безродные звери»)
- Оригинальная музыка — фильм в жанре научной фантастики/фэнтези — Том Холкенборг («Безумный Макс: Дорога ярости»)
- Оригинальная музыка — анимационный фильм — Кристоф Бек («Снупи и мелочь пузатая в кино»)
- Оригинальная музыка — документальный фильм — Мириам Катлер («Охотничьи угодья[англ.]»)
- Оригинальная музыка — независимый фильм — Исаиас Гарсия («Когда я осталась одна»)
- Оригинальная музыка — короткометражный фильм — Жозу Вергара («Супергерои»)
- Оригинальная музыка — телевидение/цифровой сериал — Джефф Бил[англ.] («Карточный домик»)
- Оригинальная музыка — видеоигра — Остин Уинтори[англ.] (Assassin’s Creed Syndicate)
- Песня — игровой фильм — Эндрю Сидар, Кэмерон Томас, Чарли Пут и Джастин Франкс/«See You Again» («Форсаж 7»)
- Песня — анимационный фильм — Тор Эрик Хермансен, Миккел Сторлеер Эриксен, Эстер Дин, Морин Энн Макдональд и Рианна/«Dancing in the Dark» («Дом»)
- Песня — документальный фильм — Дайан Уоррен и Леди Гага/«Til It Happens to You» («Охотничьи угодья[англ.]»)
- Песня — видеоигра — Пол Маккартни/«Hope for the Future» (Destiny)
- Песня/музыка — коммерческая реклама — Тодд Морс и Джако Курако/«Who We Are» (ShareTheSilence)
- Песня/музыка — трейлер — Гарет Кокер (Ori and the Blind Forest)
- Независимый видеоклип — Лука Ханни/«Wonderful»
- Альбом-саундтрек — «Идеальный голос 2» / «Пятьдесят оттенков серого»

С сайта наград
- Оригинальная музыка — полнометражный фильм — Антонио Санчес[англ.] («Бёрдмэн»)
- Оригинальная музыка — фильм в жанре научной фантастики/фэнтези — Говард Шор («Хоббит: Пустошь Смауга»)
- Оригинальная музыка — анимационный фильм — Джон Пауэлл («Как приручить дракона 2»)
- Оригинальная музыка — документальный фильм — Марк Адлер («Торговцы сомнениями»)
- Оригинальная музыка — независимый/короткометражный фильм — Хулия Пахот («Влечение»)
- Оригинальная музыка — телевидение/цифровой сериал — Алан Сильвестри («Космос: пространство и время»)
- Оригинальная музыка — видеоигра — Расселл Броуэр, Нил Акри[англ.], Клинт Баджакян, Сэм Кардон, Крейг Стюарт Гарфинкл, Эдо Гвидотти и Эймир Нун[англ.] (World of Warcraft: Warlords of Draenor)
- Песня — фильм — Грегг Александер[англ.] и Даниэль Брисбуа[англ.]/«Lost Stars» («Хоть раз в жизни»)
- Песня — анимационный фильм — Шон Паттерсон, Энди Сэмберг, Акива Шаффер[англ.], Джорма Такконе[англ.], Джошуа Бартоломью и Лиза Харритон/«Everything is Awesome» («Лего. Фильм»)
- Песня — документальный фильм — Джоэль Мартин/«Stopping For Death» («Приходите домой»)
- Песня — видеоигра — Уинфред Филлипс/«Тема зиккурата» (LittleBigPlanet 3)
- Песня/музыка — коммерческая реклама — Гарретт Даттон[англ.], Чад Хоулетт и Эрл Брайант/«Milk & Cereal» (Kellogg’s)
- Песня/музыка — трейлер — Джефф Бродбент (Gunslayer Legend)
- Видеоклип — Джон Маллейн/«Any Other Way»
- Альбом-саундтрек — «Стражи Галактики»

С сайта наград
- Лучшая оригинальная музыка — полнометражный фильм — Генри Джекман («Капитан Филлипс»)
- Лучшая оригинальная музыка — независимый/документальный/короткометражный фильм — Гэри Малкин и Дэн Альварес («Процветание: Готова ли к нему Земля?»)
- Лучшая оригинальная музыка — телевидение/потоковое мультимедиа — Джефф Бил[англ.] («Карточный домик»)
- Лучшая оригинальная музыкальная тема — телевидение — Бер Маккрири («Ходячие мертвецы»)
- Лучшая оригинальная музыка — видеоигра — Джефф Бродбент (PlanetSide 2)
- Лучшая музыка — коммерческая реклама — Дон Бодин (Toyota RAV4, Toyota Verso)
- Лучшая песня — полнометражный фильм — Кэтрин Галлагер/«Damaged» («Спасибо за обмен»)
- Лучшая песня — независимый/документальный/короткометражный фильм — Тони Чен и К'Орианка Килчер/«The Courage to Believe» («Свободный Китай: Мужество верить»)
- Лучшая песня — телевидение — Дейвид Шварц, Митч Хервиц[англ.] и Гэбриэл Манн/«Getaway» («Замедленное развитие»)
- Лучшая песня — видеоигра — Джейми Кристоферсон/«The War Still Rages Within» (Metal Gear Rising: Revengeance)
- Лучшая песня/музыка — специальное выступление — Бенджамин Уоллфиш («Лето в феврале»)
- Лучший альбом-саундтрек — «Внутри Льюина Дэвиса»

С сайта наград
- Лучшая оригинальная музыка — полнометражный фильм — Марко Белтрами («Суррогат»)
- Лучшая оригинальная музыка — независимый/документальный/короткометражный фильм — Дженнифер Томас («Менуэт»)
- Лучшая оригинальная музыка — телевидение — Ким Планерт и Роберт Данкан[англ.] («Пропавший»)
- Лучшая оригинальная музыкальная тема — телевидение — Томас Ньюман («Новости»)
- Лучшая оригинальная музыка — видеоигра — Расселл Броуэр, Дерек Дьюк, Гленн Стэнфорд, Джозеф Лоренс, Нил Акри[англ.], Лоренс Джабер[англ.] и Эдо Гвидотти (Diablo III)
  - Лучшая оригинальная музыка — игры для мобильных устройств — Уинфред Филлипс и Винни Уолдрон (Assassin's Creed III: Liberation)
- Лучшая оригинальная музыка/песня — трейлер — Самир Эль-Борно и Лекс ван Дон (Ravaged)
- Лучшая оригинальная музыка — коммерческая реклама — Владимир Персан (Definitely Dubai)
- Лучшая песня — полнометражный фильм — Саммер Рона/«Ready» («Женщина, ты свободна! На 7-й день»)
- Лучшая песня — независимый/документальный/короткометражный фильм — Майкл Моллура и Джон Андерсон/«The Highest Pass» («Самый высокий перевал»)
- Лучшая песня — телевидение — Александр Кардинале и Морган Тейлор Рид/«Traffic Lights» («90210: Новое поколение»)
- Лучшая песня — видеоигра — Горди Хааб/«The Felucia Podraces» (Kinect Star Wars[англ.])
- Лучшая песня — коммерческая реклама — Том Люс/«World Go By» (Troybilt)
- Лучший альбом-саундтрек — «Пираньи 3DD»

С сайта наград
- Лучшая оригинальная музыка — фильм — Марк Айшем («Воин»)
- Лучшая оригинальная музыка — независимый/документальный/короткометражный фильм — Марк Маккензи[англ.] («Величайшее чудо»)
- Лучшая оригинальная музыка — телевидение — Рон Джонс[англ.] («Гриффины»)
- Лучшая оригинальная музыка — видеоигра — Джерард Марино[англ.] (Spider-Man: Edge of Time)
- Лучшая оригинальная музыка/песня — трейлер — Тейлор Дейн, Стейси и Дейвид Уайлд/«Change the World» («Прислуга»)
- Лучшая оригинальная песня — фильм — Бекки Гербхардт, Мэй Блумфилд, Мона Таваколи, Часка Поттер и Джейсон Мраз/«Collapsible Plans» («Большой сговор»)
- Лучшая оригинальная песня — телевидение — Адам Меррин/«Still Alright» («Необходимая жестокость»)
- Лучшая оригинальная песня — видеоигра — Кнут Авенструп Хауген/«The Coast of Ardashir» (Age of Conan: The Savage Coast of Turan)
- Лучшая песня — коммерческая реклама — Райан и Тейлор Лохон/«Passed Out» (курорт Уистлер-Блэккомб)
- Лучший альбом-саундтрек — «Маппеты»
- Лучший видеоклип — Ceej/«Perfect Two»
- Награда за выдающиеся достижения в карьере — Смоки Робинсон

С сайта наград
- Лучшая оригинальная музыка — фильм — Ханс Циммер («Начало»)
- Лучшая оригинальная музыка — независимый/документальный/короткометражный фильм — Кристоф Бек («В ожидании Супермена[англ.]»)
- Лучшая оригинальная песня — телевидение — Стеффан Фантини, Марк Фантини и Скотт Гордон («Мыслить как преступник»)
- Лучшая оригинальная музыка — видеоигра — Рамин Джавади (Medal of Honor)
- Лучшая оригинальная песня — фильм — Джейсон Сигел и Кайл Уоркман/«Bangers, Beans & Mash» («Побег из Вегаса»)
- Лучшая оригинальная песня — телевидение — Китон Саймонс/«Grim Reaper» («Столкновение»)
- Лучшая оригинальная песня — видеоигра — Уинфред Филлипс и Винни Уолдрон/«With Hearts Sublime» (Legend of the Guardians: The Owls of Ga’Hoole)
- Лучшая оригинальная песня — коммерческая реклама — MoZella/«Magic» (Motorola Droid)
- Лучший видеоклип — Джеки Тон[англ.]/«What is Love»
- Награда за выдающиеся достижения в карьере — Арти Корнфельд[англ.]
- Награда за выдающиеся достижения в карьере — киномузыка — Кристофер Янг

С сайта наград
- Лучшая оригинальная музыка — фильм — Клинтон Шортер («Район № 9»)
- Лучшая оригинальная музыка — телевидение — Нэйтан Барр[англ.] («Настоящая кровь»)
- Лучшая оригинальная музыка — видеоигра — Йеспер Кюд (Assassin’s Creed II)
- Лучшая оригинальная песня — фильм — Кевин Гриффин[англ.] и Джошуа Радин/«When You Find Me» («Адам»)
- Лучшая оригинальная песня — телевидение — Стейси Уайлд и Дейвид Беллочо/«Lie to Me» («Обмани меня»)
- Лучшая оригинальная песня — видеоигра — Инон Цур и Обри Эшберн/«I Am the One» (Dragon Age: Origins)
- Лучшая оригинальная песня — коммерческая реклама — Питер Холмс/«2 Scoops» (Canada Credit)
- Лучший видеоклип — Стив Раштон[англ.]/«Ready to Rock»
- Лучший новый композитор — Зайн Эффенди
- Награда за выдающиеся достижения в карьере — киномузыка — Джон Дебни
- Награда за выдающиеся достижения в карьере — музыкант-исполнитель — Дэйв Мэйсон

С сайта наград
- Лучшая оригинальная музыка — фильм — Джефф Бил[англ.] («Аппалуза»)
- Лучшая оригинальная музыка — телевидение — Джим Дули[англ.] («Мёртвые до востребования»)
- Лучшая оригинальная музыка — видеоигра — Ватару Хокояма (Afrika)
- Лучшая оригинальная песня — фильм — Marching Band[англ.]/«Trust Your Stomach» («Будь моим парнем на пять минут»)
- Лучшая оригинальная песня — телевидение — Ронни Моррис/«Every Time It Gets Real» («Говорящая с призраками»)
- Лучшая оригинальная песня — видеоигра — Азам Али/«Logan’s Shadow» (Dark Mirror)
- Лучший видеоклип — Гэрри Шайман
- Награда за выдающиеся достижения в карьере — Чак Негрон[англ.] (бывший вокалист Three Dog Night)